# Gustave Caroline de Mecklenburg-Strelitz

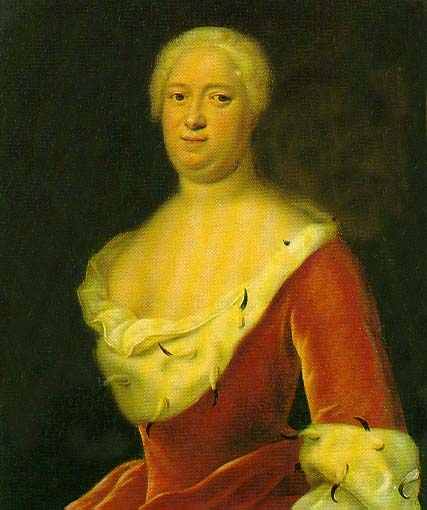
Gustave Caroline de Mecklenburg-Strelitz

Ducesa Gustave Caroline de Mecklenburg-Strelitz (12 iulie 1694 – 13 aprilie 1748) a fost fiica lui Adolphus Frederick al II-lea, Duce de Mecklenburg și a Prințesei Maria de Mecklenburg.

## Biografie
Gustave Caroline a fost a patra fiică și cel mai mic copil al lui Adolphus Frederick al II-lea, Duce de Mecklenburg cu prima soție,  Prințesa Maria de Mecklenburg. Ea a fost sora mai mică a lui Adolphus Frederick al III-lea, Duce de Mecklenburg. Prin cea de-a treia căsătorie a tatălui ei, ea a fost mătușa reginei Charlotte a Regatului Unit.
La 13 noiembrie 1714 ea s-a căsătorit cu vărul ei Christian Ludwig de Mecklenburg. Soțul ei a devenit Duce de Mecklenburg în 1747, anul dinaintea morții Gustavei Caroline. Cuplul a avut cinci copii:
- Frederick al II-lea, Duce de Mecklenburg-Schwerin (1717-1785); s-a căsătorit cu Ducesa Louise Frederica de Württemberg (1722-1791)
- Ulrike Sofie (1723-1813)
- Louis (1725-1778);  s-a căsătorit cu Charlotte Sophie de Saxa-Coburg-Saalfeld (1731-1810). Ei au fost părinții lui Friedrich Franz I, Mare Duce de Mecklenburg-Schwerin.
- Luise (1730)
- Amalie (1732-1775)